# شيرلي كولي نيلسون
شيرلي كولي نيلسون (بالإنجليزية: Shirley Collie Nelson)‏ هي كاتبة أغاني ومغنية أمريكية، ولدت في 16 مارس 1931 في تشيليكوث في الولايات المتحدة، وتوفيت في 27 يناير 2010 في سبرينغفيلد في الولايات المتحدة.

## وصلات خارجية
- الموقع الرسمي
- شيرلي كولي نيلسون على موقع ميوزك برينز (الإنجليزية)
- شيرلي كولي نيلسون على موقع ميوزك برينز (الإنجليزية)
- شيرلي كولي نيلسون على موقع ديسكوغز (الإنجليزية)